# Momordica obtusisepala
Espèce
Momordica obtusisepala est une espèce de plante à fleurs  de la famille des Cucurbitaceae et du genre Momordica, selon la classification phylogénétique.

## Description
C'est une plante épiphytes ayant été trouvée au Cameroun, par exemple en 1961 près de Bertoua (région de l'Est), le long de la route menant vers Deng-Deng, dans une zone marécageuse, à une altitude de 650 m.